# Grzegorz Dziamka
Grzegorz Dziamka, ps. Dziamas (ur. 9 września 1981 w Starachowicach) – polski perkusista, znany głównie jako były członek grupy Afromental.
Ukończył studia na Uniwersytecie Jana Kochanowskiego w Kielcach.
W latach 2005–2006 grał w zespole Amaryllis.

## Dyskografia

### Amaryllis
- Demo (2005)
- Prologos (singiel; 2006)

### Afromental
- Playing with Pop (2009)
- The B.O.M.B. (2011)
- Mental House (2014)